# Villa Dalmacija à Sokobanja
La villa Dalmacija à Sokobanja (en serbe cyrillique : Вила "Далмација" у Сокобањи ; en serbe latin : Vila "Dalmacija" u Sokobanji) se trouve à Sokobanja et dans le district de Zaječar, en Serbie. Elle est inscrite sur la liste des monuments culturels protégés de la République de Serbie (identifiant no SK 757),.

## Présentation
Située au no 11 de la rue Vojvode Mišića, la villa se trouve au centre du quartier thermal de Sokobanja. Elle a été construite dans les années 1930 comme une résidence de vacances pour les clients de la station thermale.
Elle dispose d'un socle en pierre et de murs constitués de briques. Les chambres du rez-de-chaussée et du premier étage sont disposées des deux côtés d'un couloir central, chacune d'entre elles possédant son propre balcon avec des balustrades décoratives en fer.

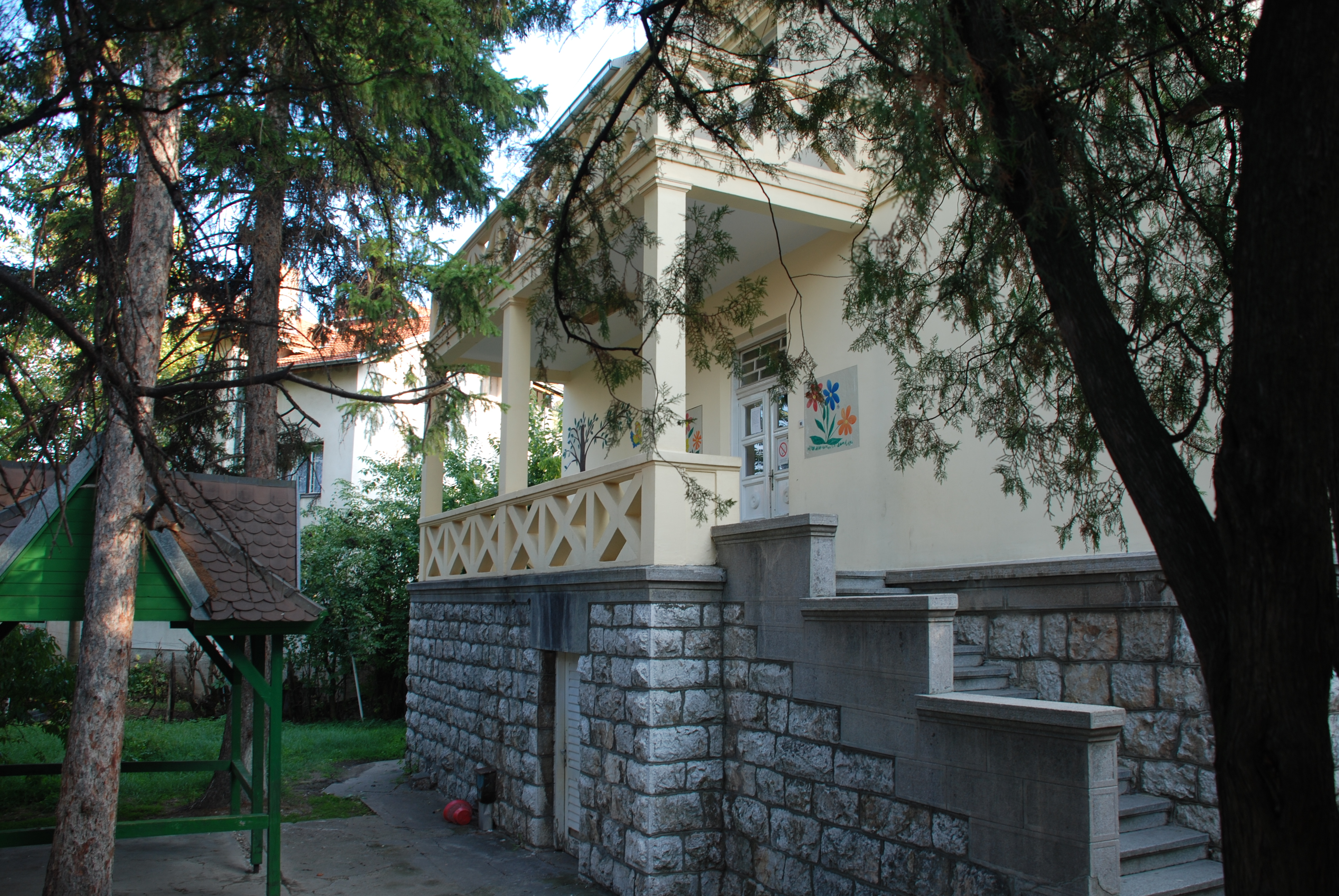
Détail du bâtiment.

La villa Dalmacija accueille aujourd'hui un département de l'Hôpital spécial Sokobanja destiné au traitement des maladies pulmonaires des enfants.